# Lijst van beelden in West Betuwe
Dit is een (onvolledige) chronologische lijst van beelden in West Betuwe. Onder een beeld wordt hier verstaan elk driedimensionaal kunstwerk in de openbare ruimte van de Nederlandse gemeente West Betuwe, waarbij beeld wordt gebruikt als verzamelbegrip voor sculpturen, standbeelden, installaties, gedenktekens en overige beeldhouwwerken.
Voor een volledig overzicht van de beschikbare afbeeldingen zie: Beelden in West Betuwe op Wikimedia Commons.
| Geplaatst | Omschrijving                           | Kunstenaar                            | Straat                                                     | Plaats       | Materiaal   | Afbeelding |
| --------- | -------------------------------------- | ------------------------------------- | ---------------------------------------------------------- | ------------ | ----------- | ---------- |
| 1950      | Monument slachtoffers W.O. II          | Pieter Starreveld                     | Dorpsstraat/Beemd                                          | Enspijk      | brons       |            |
| 1970      | Het paard (Jongen met paard)           | Jos van Dormolen                      | Raadhuisplein                                              | Asperen      | brons       |            |
| 1972      | Gedenkteken windhoos 1967              | Marcus Ravenswaaij                    | Bulkstraat / Laan van Crayestein                           | Tricht       | brons       |            |
| 1975      | Os en 't paard                         | Jorien Rooymans-de Kruyff van Dorssen | Benedeneindseweg (dorpshuis 't Duifhuis)                   | Deil         | brons       |            |
| 1983      | 13 golvende elementen                  | onbekend                              | Tunnelweg                                                  | Geldermalsen |             |            |
| 1984      | Bejaard echtpaar                       | Jos van Dormolen                      | Voorste Gewind / Gragtdijk                                 | Heukelum     |             |            |
| 1984      | De veerman                             | Hans Bayens                           | Lingewal                                                   | Heukelum     | brons       |            |
| 1988      | Module                                 | Herman Makkink                        | Van Dam van Isseltweg (naast Gemeentehuis)                 | Geldermalsen |             |            |
| 1994      | Apostel Petrus                         | József Szőke                          | Lingedijk/Belder                                           | Tricht       | steen       |            |
| 1995?     | Twee jonge paarden                     | Julia van Verschuer                   | Mariënwaerdt 't Klooster                                   | Beesd        | brons       |            |
| 1995      | Peren                                  | Frans Verweij                         | Rijksstraatweg/Provincialeweg                              | Geldermalsen | Cortenstaal |            |
| 1996      | Menuet III                             | Saskia Pfaeltzer                      | Marktplein                                                 | Geldermalsen | brons       |            |
| 1998      | Paarden                                | Leo van den Bos                       | Kuipershof (voor Gemeentehuis)                             | Geldermalsen | brons       |            |
| 2001      | Il Dottore                             | Eric Claus                            | Voorstraat (bij Sint-Pieterskerk)                          | Beesd        | brons       |            |
| 2002      | De Wachter (3x)                        | Mathieu Nab                           | Verlengde Bredestraat / Laan 1940-1945/ S. Abrahamsestraat | Meteren      | brons       |            |
| 2008      | Europa op de stier                     | Eric Claus                            | Lingedijk                                                  | Buurmalsen   | brons       |            |
| 2008      | De Duif                                | Marte Röling                          | Provincialeweg (bovenop brandweerkazerne)                  | Geldermalsen | steen       |            |
| onbekend  | De Uil                                 | Eric Claus                            | Laan van Leeuwenstein (De Lingeborgh)                      | Geldermalsen | brons       |            |
| onbekend  | Goofy                                  | onbekend                              | Krooiweg                                                   | Deil         | brons       |            |
| onbekend  | Kinderen in de natuur of Adam en Eva ? | onbekend                              | Zaaiwaardweg (Achterzijde voorm. school De Zeshoek)        | Geldermalsen | steen       |            |
| onbekend  | Vogels                                 | onbekend                              | Anjerstraat (Rehobothschool)                               | Geldermalsen | steen       |            |
| onbekend  | Man met hoed en kat                    | onbekend                              | De Wieken (Stichting 's Heeren Loo)                        | Geldermalsen | brons       |            |
| onbekend  | P. Dorresteijn                         | onbekend                              | Dwarsweg / Voorste Gewind                                  | Heukelum     |             |            |
| onbekend  | Verzetsmonument                        | onbekend                              | Torenstraat                                                | Heukelum     |             |            |